# Florian Anton Louis Bachmeier
Florian Anton Louis Bachmeier (* 1974 in Tegernsee) ist ein deutscher Fotograf.

## Leben
Er studierte von 1996 bis 1998 Fotografie an der Escuela de Artes y Oficios in Pamplona, Spanien und von 2003 bis 2008 Neuere und Neueste Geschichte an der Ludwigs-Maximilians-Universität in München, Deutschland. Seit 2010 arbeitet er als freier Fotograf.
Bachmeier unternahm seine ersten längeren Reisen mit der Kamera um 1995 nach Mauretanien, Mali, Elfenbeinküste, Senegal und Burkina Faso. Während seines Fotografie-Studiums in Spanien arbeitete er an ersten Langzeitprojekten anthropologischer Natur über spanische Volksfeste und das Leben an der Meerenge von Gibraltar. In dieser Zeit war der spanische Fotograf Koldo Chamorro sein Mentor.
Nach seiner Rückkehr nach Deutschland und dem Geschichtsstudium lebt Bachmeier in Madrid, München und Schliersee. Er arbeitet als freier Fotograf für Kunden in Deutschland und Österreich und für Medien wie Amnesty International, STERN, GEO, FAZ, NZZ, Der Spiegel, Die Zeit, Terra Mater Magazin, MARE, taz, Wiener Presse, Salzburger Nachrichten, Datum, Die Furche, Tageswoche, Times, Servus in Stadt und Land, Bergwelten, Freemens´ World, 11 Freunde, GEO Saison, BEEF, Essen und Trinken.
Seit 2011 ist er Mitglied bei N-Ost Nachrichtennetzwerk für Osteuropa. In diesem Rahmen unternahm Bachmeier Reisen nach Osteuropa, vor allem nach Albanien, Republik Moldau, Rumänien, Bulgarien, Ukraine und Russland. 2013 und 2014 berichtete er von den Ereignissen auf dem Maidan in Kiew und von den Kriegsschauplätzen in der umkämpften Ostukraine. In diesen Jahren entstand nach mehreren Monaten auch das Projekt „Der Weiße Tod. Tuberkulose in Moldawien“ in Zusammenarbeit mit dem Koch-Mentschikow-Forum (Berlin). Die Bilder wurden in einem Bildband veröffentlicht, der 2015 mit dem ersten Preis in der Kategorie Fotografie des N-Ost-Reportagepreis ausgezeichnet wurden.
Zuletzt arbeitete er an einem Langzeitprojekt über das Schwarze Meer und an einem Buch über die Ukraine, das im September 2021 unter dem Titel „In Limbo“ erschienen ist und auf der Photo Basel zum ersten Mal vorgestellt wurde. Seit 2021 wird er von der Galerie Buchkunst Berlin vertreten.

## Auszeichnungen
- 2022 Franz-Ringseis-Kulturpreis der SPD Hausham[10]

- 2022 1. Preis Kategorie Europa, Pressefoto Bayern 2022[11]
- 2021 Nominierung für Pressefoto Bayern 2021, Kategorie Serie[1]

- 2020 Pressefoto des Jahres Bayern 2020[12]
- 2019 Nominierung für Pressefoto Bayern 2019, Kategorie Serie[1]

- 2018 Nominierung für das World Press Photo 6x6 Global Talent Program[1]

- 2018 Nominierung für Pressefoto Bayern 2018, Kategorie Serie[1]

- 2018 Nominierung für den N-Ost Reportagepreis Kategorie Fotografie für „Jugend in Trümmern“[9]

- 2017 1. Preis für die beste Fotoserie Pressefoto Bayern 2017 für „Hope Interrupted II“ (Leica-Award)[13]

- 2016 1. Preis für die beste Fotoserie Pressefoto Bayern 2016 für „Hope Interrupted“ (Leica Award)[14]

- 2015 Pressefoto des Jahres Pressefoto Bayern 2015[15]

- 2015 1. Preis für die beste Fotoserie Pressefoto Bayern für „Warten auf Minsk“ (Leica Award)[16]

- 2015 1. Preis N-Ost Reportagepreis Kategorie Fotografie für „Der weiße Tod. Tuberkulose in Moldawien“[17]

## Ausstellungen

### Einzelausstellungen
- 2021 IN LIMBO, Galerie Buchkunst Berlin
- 2019 Verlorene Heimat, Kulturzentrum Waitzinger Keller, Miesbach
- 2016 Endstation Sehnsucht. Bezirksmuseum Herzogsburg, Braunau am Inn – Hope Interrupted, Haus am Dom, Frankfurt am Main
- 2013 Living electrified – Die Elektrifizierung Albaniens, Nationalmuseum Tirana
- 2011 A Forgotten Promise, Galería Traficantes de Sueños, Madrid
- 2010 A Forgotten Promise, Krankenhaus Agatharied
- 2009 A Forgotten Promise, Freie Kunstwerkstatt München
- 2006 Galerie Bueroschmid, München
- 2001 My eye, your eye, Anja Baumhoff an der Hochschule Hannover

### Gruppenausstellungen
- 2020 Pressefoto Bayern (Wanderausstellung)
- 2019 Pressefoto Bayern (Wanderausstellung)
- 2018 Pressefoto Bayern (Wanderausstellung)
- 2017 Pressefoto Bayern (Wanderausstellung)
- 2016 Black Sea Kaleidoscope, Galerie Kösk, München – Pressefoto Bayern (Wanderausstellung)
- 2015 Pressefoto Bayern (Wanderausstellung)
- 2014 Two on the Black Sea, Galerie des Bulgarischen Kulturinstituts, Berlin
- 2003 Galería Pincel, Pamplona, Mai 2003

## Radio
- Eins zu Eins. Der Talk. Bayerischer Rundfunk (Bayern 2)[18]

- Podcast: Die Macht der Bilder[19]

## Fernsehen
- 2022 ARD: ttt – titel, thesen, temperamente[20]

- 2021 BR: Capriccio[21]